# Atto sui Tradimenti
L’Atto sui Tradimenti fu una legge promulgata dal Parlamento Inglese per la prima volta nel 1351 sotto re Edoardo III con l'intento di punire il tradimento dell'obbligo di lealtà e fedeltà che sempre i sudditi devono al proprio sovrano.

## Atto sui Tradimenti 1534
L'Atto sui Tradimenti 1534 (Act of Treason, 26 Hen. 8. c. 13) fu approvato dal parlamento inglese durante il regno di Enrico VIII.
Questa legge fu promulgata dopo l'Atto di Supremazia del 1534, che conferì al re il titolo di “unico capo della Chiesa Anglicana sulla terra”. L'atto del 1534 rese il rinnegamento dell'Atto di Supremazia una forma di tradimento, punibile con la morte. Sir Thomas More (italianizzato in Tommaso Moro) fu giustiziato in virtù di questo atto.
Fu introdotta come una legge valida per tutti, ma il suo fine era quello di trattare il ristretto numero di casi di coloro che non avrebbero accettato i cambiamenti politici imposti da Enrico VIII, al posto del più tradizionale metodo dell'estinzione dei diritti civili.
Questo atto specificava che erano colpevoli di alto tradimento tutti coloro che “maliziosamente bramano, vogliono o desiderano, con parole o per iscritto o con artificio, immaginare, inventare, praticare, o tentare di fare o commettere qualsiasi danno corporale alla regalissima persona del re, della regina e degli eredi provati [Elizabeth], o di privarli di qualsiasi loro dignità, titolo o nome delle loro tenute reali, o calunniosamente e maliziosamente pubblicare e pronunciare, in modo esplicito per iscritto o verbalmente, che il re possa essere eretico, scismatico, tiranno, infedele o usurpatore della corona ...”
L'atto indicava che era molto pericoloso dire qualsiasi cosa contro ciò che il re aveva fatto. La parola 'maliziosamente' fu inserita in diversi casi per indicare un intento malefico che giustificasse la pena di morte.
La legge decretò che fosse tradimento anche il detenere o il trattenere, in modo rivoltoso, i castelli, le fortezze, le navi, o l'artiglieria del re, e il non riconsegnarli entro sei giorni dal momento in cui ne fosse stata ordinata la restituzione. Tale atto abolì anche l'asilo in un luogo sacro per coloro che fossero stati accusati di alto tradimento.
L'Atto sui Tradimenti del 1534 fu abrogato dall'Atto sui Tradimenti del 1547.

## Atto sui Tradimenti 1547
L'atto sui tradimenti del 1547 (1 Ed. 6 c.12) fu una legge del Parlamento d'Inghilterra degna di nota soprattutto per essere il primo esempio della regola per la quale sono necessari due testimoni per provare un'accusa di tradimento, regola che ancora oggi esiste nella Costituzione degli Stati Uniti.

### Disposizioni di legge

#### Abolizione delle nuove offese
Durante il regno di Enrico VIII, che durò dal 1509 al 1547, i registri delle leggi approvate dal parlamento videro il dilagare di provvedimenti che creavano numerose nuove forme di alto tradimento. Nel primo anno del regno del suo successore, Edoardo VI, il Parlamento approvò un nuovo Atto sui Tradimenti, che abolì tutti i tipi di tradimento, ad eccezione dei seguenti:	
1. quelli contenuti nel presente Atto,[1]
2. quelli contenuti nell'Atto sui Tradimenti originale (Atto sui Tradimenti 1351),[1]
3. tradimento consistente nella contraffazione del conio o nel forgiare i sigilli del re.[2]

Tuttavia l'Atto non si applicava espressamente alle persone che già erano state incriminate di tradimento o di mancata denuncia di tradimento. Inoltre l'Atto aboliva tutti i nuovi crimini gravi creati durante il regno di Enrico VIII.

#### La regola dei due testimoni
La sezione 22 dell'Atto prescriveva che, al fine di incriminare, chiamare in giudizio o condannare una persona per alto tradimento, basso tradimento o mancata denuncia di tradimento, tale persona doveva essere “accusata da due testimoni capaci e legittimi”. Tuttavia i testimoni non dovevano aver assistito allo stesso palese atto d'offesa.
Questa regola fu abolita nel 1554, tranne che per il tradimento previsto proprio dall'Atto sui Tradimenti 1554. In seguito fu adottata nell'Atto di Sedizione 1661 e nell'Atto sui Tradimenti 1695. Quest'ultimo fu ereditato dagli Stati Uniti in quanto originariamente appartenenti all'Impero Britannico. Nel 1787 una versione della regola dei due testimoni fu inclusa nell'Articolo III della Costituzione degli Stati Uniti (sezione 3), nel quale si aggiunse che entrambi i testimoni dovevano aver assistito allo stesso palese atto. L'Articolo III recita: “Nessuno sarà condannato per tradimento a meno che vi sia la testimonianza di due testi allo stesso palese atto, o la confessione in un tribunale.”

La regola, così come attestata nell'Atto del 1695, fu estesa alla Scozia nel 1709 e all'Irlanda nel 1821, sebbene nel 1800 essa fosse stata abolita per i casi di tentato omicidio del re. Rimase in vigore in Gran Bretagna, e dal 1821 in tutto il Regno Unito, fino al 1945, quando fu abrogata dall'Atto sui Tradimenti 1945.

Durante l'approvazione in parlamento della Legge sul Tradimento nel 1945, il Ministro dell'Interno, Sir Donald Somervell, spiegò l'abrogazione della regola come segue:
“Presumibilmente essa si basa sull'idea che un testimone possa essere inaffidabile, mentre, d'altra parte, se si asseriscono due diversi palesi atti e si ha un testimone per ciascuno, allora le due inaffidabilità possono raggiungere un sufficiente grado di certezza. Questa regola fu molto criticata dal momento in cui fu promulgata.”

#### Nuove offese previste dall'Atto
L'Atto creò tre nuove forme di alto tradimento:
1. Dichiarare che il re non era il Capo Supremo della Chiesa era un reato minore, la stessa offesa per la seconda volta era un crimine e la terza volta era tradimento.[9] Affermare ciò per iscritto era tradimento già alla prima offesa.[10]
2. Tentare di privare il re o i suoi successori del titolo o dire che qualcun altro avrebbe dovuto essere il re era tradimento.[10]
3. Interrompere la successione al trono, come stabilito dall'Atto di Successione 1543, era tradimento.[11]

Queste disposizioni di legge furono tutte abrogate dall'Atto sui Tradimenti 1553, il primo Atto ad essere approvato durante il regno di Maria I. Tuttavia la seconda forma di tradimento dell'elenco soprastante fu presto reinserita nell'Atto sui Tradimenti 1554. Questo atto stabilì che fosse un'offesa anche dire che il re o la regina non avrebbero dovuto avere il loro titolo, il che era punibile con “prigionia perpetua” al primo oltraggio e con tradimento al secondo oltraggio, ma era tradimento alla prima offesa se tale dichiarazione fosse stata fatta per iscritto.

#### Altre disposizioni di legge
La Sezione 19 stabilì che un'accusa di tradimento consistente soltanto in “predicazione aperta o solo parole” dovesse essere presentata entro 30 giorni dall'offesa, o sei mesi se l'accusato fosse al di fuori del regno.

La Sezione 20 dell'Atto rese ammissibile per legge l'offesa di mancata denuncia di tradimento.
La Sezione 21 rese legale il rivolgersi al Re di Francia utilizzando quell'appellativo. Fino a quel momento, infatti, i re inglesi avevano rivendicato quel titolo per loro stessi e formalmente non vi rinunciarono fino al 1801.